# پل سلطان بوکان
پل سلطان بنایی تاریخی مربوط به دورۀ صفویه است که در شهرستان بوکان، استان آذربایجان غربی قرار دارد. این بنا در دهستان گورک مکری بوکان و در پشت روستای زیراندول مابین روستاهای سارده کویستان و زاوه‌کوه بر روی رودخانه سیمینه رود قرار گرفته‌است.
پل سلطان در زمان حکومت شاه سلیمان صفوی، که در آن دوران مرکز حکومت بداق سلطان در منطقه مکریان بود، فرمان ساخت آن را داده‌است.
این بنا به طول ۲۰ متر و عرض ۵۰ / ۳ سانتی‌متر از ۲ چشمه طاق رومی تشکیل شده طاق کوچکتر با عرض سه متر و ارتفاع ۳۰ / ۱ سانتی‌متر و طاق بزرگتر با عرض ۶ متر و ارتفاع ۲۰ / ۳ سانتی‌متر از باشکوهترین قسمت این اثر است.
پل سلطان، در ایام قدیم برسر راه ارتباطی کاروان‌ها و مسافرانی که از سردشت، بانه و عراق به مناطق بوکان، مهاباد، سقز و آذربایجان می‌آمده‌اند، احداث گردیده‌است.
بیشتر سالخوردگان و کدخدایان منطقه معتقدند که حضرت علی (ع) قبل از ساخت این پل با اسب خویش به نام «دوُل دوُل» از این محل عبور کرده به گونه که طبق نظر مردم این منطقه می‌توان جای سُم دول دول را هنگام پرش از روی رودخانه را مشاهد کرد.
برپایۀ این ایده هنگامی که باران می‌بارید و آب باران در داخل این‌جا پاها جمع می‌شد، مردم محل به خصوص دختران و پسران آن را متبرک دانسته و به سر و صورت و بدن خود می‌مالیدند. قدمت این پل تاریخی، بیش از ۴۵۰ سال است.